# Reinhard Stock
Reinhard Stock (* 1938) ist ein deutscher Experimentalphysiker, der sich mit Schwerionenphysik beschäftigt.

## Leben
Stock studierte an der Ruprecht-Karls-Universität Heidelberg, wo er bei Rudolf Bock über Schwerionenreaktionen promovierte. Danach war er als Post-Doc an der University of Pennsylvania, wo er sich mit Biophysik beschäftigte. Er war 1985 bis zu seiner Emeritierung 2004  Professor am Institut für Kernphysik der Johann Wolfgang Goethe-Universität Frankfurt am Main, wo er zeitweise Leiter des Instituts war. Er ist seit 2007 Senior Fellow am Frankfurt Institute for Advanced Studies (FIAS).
Stock leistete mit Hans Gutbrod und Rudolf Bock Pionierarbeit beim Aufbau relativistischer Schwerionenexperimente in Berkeley (Bevalac, mit Arthur Poskanzer), fortgesetzt ab Mitte der 1980er Jahre am CERN mit höheren Energien. Er war dort langjähriger Sprecher des NA49 Experiment. In den 1990er Jahren gelang ihnen damit bei Kollisionen von Bleikernen der Nachweis eines Quark-Gluon-Plasmas, wie das CERN 1999 bekanntgab.
1999 bis 2004 war er Vorsitzender des Wissenschaftlichen Rats des GSI Helmholtzzentrum für Schwerionenforschung.
1988 erhielt er den Robert-Wichard-Pohl-Preis mit Gutbrod. 1989 erhielt er den Leibniz-Preis. 2008 erhielt er mit Walter Greiner den Lise-Meitner-Preis für Pionierarbeiten zur Etablierung der relativistischen Schwerionenphysik, insbesondere für die Experimentelle Bestätigung der von Greiner und Mitarbeitern vorhergesagten und untersuchten Stoßwellen und des Flusses hochkomprimierter Kern- und Quarkmaterie.

## Schriften
- Reinhard Stock (Hrsg.): Encyclopedia of Applied High Energy and Particle Physics. Wiley/VCH, 2009, ISBN 978-3-527-40691-3 (englisch).
- Reinhard Stock (Hrsg.): Relativistic Heavy Ion Physics (= Elementary Particles, Nuclei and Atoms. Nr. 23). Springer-Verlag, 2010, ISBN 978-3-642-01538-0 (englisch).